# NGC 5385
NGC 5385 je zvjezdana skupina (od približno dvanaestak zvijezda) u zviježđu Malom medvjedu. Premda optički izgleda kao otvoreni skup, ne radi se o njemu. 

## Vanjske poveznice
- (engl.) SEDS: NGC 5385
- (engl.) Revidirani Novi opći katalog
- (engl.) Izvangalaktička baza podataka NASA-e i IPAC-a
- (engl.) Astronomska baza podataka SIMBAD
- (engl.) VizieR
- DSS-ova slika NGC 5385  Arhivirana inačica izvorne stranice od 10. rujna 2014. (Wayback Machine)